# Adolfo Nef
Adolfo Nef Sanhueza (Lota, 1946. január 18. –) chilei válogatott labdarúgókapus. 

## Pályafutása

### Klubcsapatban
Pályafutása nagy részét az Universidad de Chile és a Colo-Colo csapatában töltötte. Előbbivel három (1965, 1967, 1969), utóbbival egy alkalommal (1979) nyerte meg a chilei bajnokságot. 1981-ben az Universidad Católica, 1982 és 1987 között a Deportes Magallanes együttesében szerepelt. 1987-ben a Lota Schwager játékosaként fejezte a pályafutását. 

### A válogatottban
1969 és 1977 között 42 alkalommal szerepelt az chilei válogatottban. Részt vett az 1974-es világbajnokságon és tagja volt az 1975-ös Copa Américan részt vevő válogatott keretének is.

## Sikerei, díjai
Universidad de Chile
- Chilei bajnok (3): 1965, 1967, 1969

Colo-Colo
- Chilei bajnok (1): 1979

## Külső hivatkozások
- Adolfo Nef adatlapja a National-Football-Teams.com oldalon (angolul)

- Adolfo Nef (spanyol nyelven). solofutbol.cl
- Adolfo Nef (német nyelven). kicker.de
- Adolfo Nef adatlapja a worldfootball.net oldalon (angolul)